# زاوية السقوط (بصريات)

زاوية السقوط حيث تقاس ما بين خط الشعاع وخط الناظم

زاوية السقوط (بالإنجليزية: Angle of incidence)‏ هي زاوية تقيس انحراف جسم ما عن الاستقامة، فمثلا:
- اقتراب شعاع ضوئي إلى سطح ما.
- زاوية الجناح أو موازن الذيل الأفقي (horizontal Stabilizer) للطائرة ويكون مثبت بجسم الطائرة، وقياسها متصل بمحور جسم الطائرة.

## البصريات
في هندسة البصريات، تكون زاوية السقوط هي الزاوية ما بين سقوط شعاع على سطح ما وخط عمودي على ذات السطح يخرج من نقطة السقوط ويسمى الناظم كما بالصورة فوق، حيث الخط الأحمر يمثل شعاع يصنع زاوية θ مع الناظم (الخط المنقط). يمكن أي أشعة تشكيل هذا الشعاع، من مرئي وصوتي والميكرويف والأشعة السينية وغيرها. تسمى زاوية سقوط الضوء الذي ينعكس بالكامل باسم الزاوية الحرجة. زوايا الانعكاس والانكسار هي زوايا أخرى مرتبطة بحزمة الأشعة.

### زاوية سافة
عندما تمر حزمة تكون متوازية مع السطح، فيكون من المفيد الإشارة إلى زاوية ما بين الحزمة والسطح بدلا من الحزمة والناظم، بمعنى 90° ناقص زاوية السقوط. فتلك الزاوية المقاربة للسطح تسمى الزاوية سقوط ساف (glancing angle) أو  (Grazing angle). فالسقوط عند زاوية التماس تسمى سقوط عابر.

## زاوية سقوطالطائرة
زاوية السقوط في الطائرة هي الزاوية ما بين خط الوتر للجناح المثبت بجسم الطائرة والمحور الطولي للطائرة. وتكون زاوية السقوط ثابتة بتصميم الطائرة حسب تثبيت الجناح بالهيكل. ويستخدم المصطلح للأسطح الأفقية بشكل عام (مثل جنيح كانارد Canard عند بعض الطائرات أو موازن الذيل الأفقي horizontal Stabilizer) وتكون تلك الزاوية مرتبطة بالمحور الطولي لجسم الطائرة. بشكل عام تكون زاوية السقوط بتصاميم الطيران العام 6° تقريبا.
ويجب أن لا نخلط بينها وبين زاوية المواجهة، والتي هي الزاوية الوتر الجناح مع تيار الهواء المار بها.